# 安部潤
安部 潤（あべ じゅん、1968年3月1日 - ）は、日本のピアニスト、キーボーディスト、シンセシスト、作曲家、編曲家、音楽プロデューサー、昭和音楽大学非常勤講師、フュージョンバンド・カシオペア（CASIOPEA）のメンバー（キーボード）。福岡県出身。

## 来歴
母がピアノ講師であったことから3歳よりピアノのレッスンを始める。
中学校では吹奏楽部にてトランペットを担当。ニニ・ロッソやハーブ・アルパートに感化され、フュージョンに傾倒する。
大学時代は学生ミュージシャンとして地元である福岡県を中心に活動。学業の傍らCMソング制作や楽曲の編曲を請け負っていた。
セミプロとして活躍する中、編曲家の船山基紀と邂逅し、1992年に上京。船山の事務所に入り、東野純直の編曲に携わる。当時としては、業界内では最年少クラスの編曲家であり、スタジオミュージシャンの山田秀俊の師事を受けていた。 
1994年2月、ポップスバンド「View」のキーボーディストとしてZAIN RECORDSから『あの時の中で僕らは』でメジャー・デビュー。翌1995年、バンド名を「FIELD OF VIEW」と改名、2ndシングル『突然』がミリオンセラーを記録する。同年11月リリースの3rdシングル『Last Good-bye』を以て同バンドを脱退。
その後、作曲家・編曲家・音楽プロデューサーとして、MISIA 『忘れない日々』（1999年・編曲）、安室奈美恵『ALL FOR YOU』（2004年・編曲）など人気アーティストの数多の作品、映画音楽、CMソング制作を手がける。
2002年には、ニューヨークにてサックス奏者のビル・エヴァンスとのレコーディング、aminとともに、上海でのユニセフコンサートに参加するなど、ジャズ・フュージョン・J-POPと手広いジャンルでワールドワイドに股をかけ、2004年には、アルバム『THE SENSIMILLIA FAMILY TREE』にてソロデビュー。
2010年には『戦国鍋TV 〜なんとなく歴史が学べる映像〜』の編曲（2020年の戦国炒飯TVでも続投）、2011年には、初音ミクLA公演『MIKUNOPOLIS in LOS ANGELES』へのバンドマスターを務めるなど、テレビやインターネットの人気コンテンツにも携わる。
2016年、映画『さらば あぶない刑事』の音楽を担当。
2019年より昭和音楽大学の非常勤講師を務めている。同年和楽器フィーチャリングバンド「坐音（ざおん）」を結成し、2022年、デビューアルバム『坐音〜ZAON〜』をリリース。
2025年2月、フュージョンバンド「CASIOPEA」にキーボーディストとして正式加入。

## 人物
福岡県立筑紫高等学校卒業、福岡大学卒業。
ピアニスト、キーボーディスト、ベーシストとして活動する安部和奏は長男。

## ディスコグラフィ

### アルバム
安部潤名義
- THE SENSIMILLIA FAMILY TREE（2004年12月15日、ローヴィング・スピリッツ）RKCJ-2013
- OUR PURPOSE HERE（2008年8月27日、GRIOT RECORDS）JZA-000
- Walk Around（2012年10月3日、ヴィレッジレコーズ）VRCLｰ4026
- 『さらば あぶない刑事』ORIGINAL SOUNDTRACK music by Jun Abe（2015年12月19日、アリオラジャパン）BVCL-689

坐音 ZAON名義
- 坐音 〜ZAON〜（2022年4月15日、WorldCode）[15]

## 映画音楽・テレビドラマ音楽
映画
- さらば あぶない刑事（2016年1月）
- スープ〜生まれ変わりの物語〜（2012年7月）
- 島田洋七の佐賀のがばいばあちゃん（2009年4月）

テレビドラマ
- 佐賀のがばいばあちゃん（2007年1月4日、2010年2月20日、フジテレビジョン）

他多数

## レコーディング・サウンドプロデュース&アレンジ
林部智史、JUJU、広瀬香美、藤澤ノリマサ、玉城ちはる、DIMENSION、TiA、中江有里、牧山純子、川口千里、中園亜美、杏里、高橋みなみ、水谷八重子、倖田來未、KOH Mr. Saxman、LOVE PSYCHEDELICO、 今陽子、渡り廊下走り隊、スーザン・ボイル、石丸幹二、Kinki Kids、凰稀かなめ、彩乃かなみ、樽木栄一郎、犬塚彩子、奥村愛子、エリック宮城、Hey!Say!Jump、嵐、タッキー&翼、クミコ、池田聡、松田聖子、ケミストリー、鈴木雅之、大友康平、YUKI、The Field Of View、BoA、諫山実生、田原俊彦、女子十二楽坊、宇井かおり、東野純直、谷村新司、MISIA、増崎孝司、安室奈美恵、霧矢大夢、マリーン、伊東たけし、MAX、大野靖之、プロレステーマ（新日本プロレス、FMW、みちのくプロレスなど）、河口恭吾、川井郁子、ドロンボー（小原乃梨子・八奈見乗児・たてかべ和也）他多数

## コンサートツアー・ライブバンマス、ライブアレンジ担当
広瀬香美、林部智史、池田聡、水谷八重子、玉城ちはる、霧矢大夢、杏里、川口千里、近藤真彦、中江有里、リュ・シウォン、初音ミク、舘ひろし、MISIA、マリーン、石丸幹二、美川憲一、伊東たけし、田原俊彦、TiA、Fusion Festival In Tokyo vol.1（野呂一生、渡辺香津美、リー・リトナー）他多数

## ピアノ、キーボード演奏での参加
佐藤竹善、DIMENSION、田村ゆかり、BEING LEGEND LIVE TOUR 2012（FIELD OF VIEW、B.B.QUEENSなど）、森口博子、ZAZ、未唯mie、相田翔子、今陽子、加藤登紀子、NOKKO、Ryu、河口恭吾、川井郁子、Wei Wei Wuu、amin、加山雄三、チェン・ミン、中西保志、五輪真弓、中西圭三、杉山清貴
他多数

## 海外での演奏
- UNICEF Charity concert 2002 in Shanghai（2002年、上海） - amin、WeiWei Wuuバンドでの演奏
- 初音ミク｢MIKUNOPOLIS in LOS ANGELES｣（2011年、ロサンゼルス）
- aminコンサート（2012年、上海）
- Hua Hin Jazz Festival（2013年、2017年、2019年、タイ）
- Jazz Night ＠Phuket Carnival（2014年、タイ）
- Chennmai Jazz Festival（2015年、タイ）
- TOMI JAZZ（2015年、ニューヨーク） - 中井勉と共演
- 杏里、八神順子コンサート（2016年、ロサンゼルス）
- Thailand Smile Jazz Festival（2017年、タイ）
- Thailand's International Jazz Festival（2019年、タイ）

他多数